# 郝林海
郝林海（1953年6月—），男，汉族，河北柏乡人，中华人民共和国政治人物，曾任宁夏回族自治区人民政府副主席、党组成员、特邀顾问。

## 生平
1975年至1978年就读于甘肃工业大学化机专业。